# Portret króla Jana III Sobieskiego z synem Jakubem
Portret króla Jana III Sobieskiego z synem Jakubem – obraz autorstwa Jana Triciusa, który znajduje się w Wilanowie.

## Opis
Jest to podwójny portret króla Jana III Sobieskiego z najstarszym synem Jakubem. Dzieło jest stylizowane na wzór antyczny: król został przedstawiony jako imperator. Szata, narzucona na zbroję wyobrażającą czasy starożytne, przypomina togę. W dłoni trzyma regiment, a obok leży poduszka z królewską koroną (nawiązanie do aspiracji, by syn został królem). Obie postacie ukazane są pod kotarą rozpiętą jak baldachim.
Jakub stoi przedstawiony bokiem. Dłoń opiera o tarczę z herbem Sobieskich – Janina i krzyżem (obrońca chrześcijaństwa). Na zbroję ma narzuconą czerwoną szatę. Kolorystykę uzupełnia złoto szaty królewskiej.